# チャナ火力発電所
チャナ火力発電所（タイ語、โรงไฟฟ้าจะนะ）とは、タイ王国の南部（マレー半島の中部）のソンクラー県に属する、チャナ郡に設置されている火力発電所である。なお、この発電所はタイ王国発電公社が運営している。

## 建設経緯について
チャナ火力発電所が運転を開始したのは、2008年のことである

。
この発電所の建設計画が立てられたのは、当時、タイ王国南部の各県において、電力需要が増加していたからであり

。
当時は、この発電所が建設されたソンクラー県も、タイ南部の県の例に洩れず、より多くの電力供給を必要としつつあるように見られていた。そして、その後も電力需要が伸びると見られていたからである。このような経緯でチャナ火力発電所は建設され開業したことで、ソンクラー県一帯に充分な電力を安定的に供給することに寄与するようになった。ただし、1997年に起きたタイの通貨危機以降、タイ王国内の電力需要の伸びは鈍化傾向にある。このためか、チャナ火力発電所の発電設備の増備も、2013年現在までは、特に行われていない。

## 発電設備
チャナ火力発電所は、天然ガスのみを燃料として発電を行っている

。
発電方法はコンバインドサイクル発電が採用されており、定格出力242 (MW)のガスタービン2基と、定格出力248 (MW)の蒸気タービン1基とを組み合わせることで、合計732 (MW)の出力を持っている

。

## 主な参考文献
- チャナ火力発電所について
- チャナ火力発電所概要